# Macrocentrus seyrigi
Macrocentrus seyrigi är en stekelart som beskrevs av Granger 1949. Macrocentrus seyrigi ingår i släktet Macrocentrus och familjen bracksteklar. Inga underarter finns listade i Catalogue of Life.